# Alessandro D'Addario
Alessandro D'Addario (San Marino, 9 settembre 1997) è un calciatore sammarinese, difensore del Cosmos e della nazionale sammarinese.

## Caratteristiche tecniche
È un terzino destro.

## Carriera

### Club
Inizia a giocare a calcio nelle giovanili del San Marino. Non trovando spazio in prima squadra, nel 2015 si trasferisce alla Pianese, in Serie D. Il 20 giugno 2017 firma un contratto annuale con il Rimini. A fine stagione la squadra vince il campionato, conquistando la promozione in Serie C.
Dopo aver preso parte ai preliminari di UEFA Europa League con La Fiorita, il 7 agosto 2018 viene ingaggiato dal San Marino, in Serie D. A fine stagione viene tesserato dal Tre Fiori, nel campionato sammarinese. Il 30 giugno 2022 viene tesserato dal Cosmos.

### Nazionale
Dopo aver giocato alcuni incontri con le selezioni giovanili, esordisce in nazionale il 22 febbraio 2017 in un'amichevole disputata allo Stadio Olimpico di Serravalle contro l'Andorra (0-2 per gli ospiti). Esce al 72', venendo sostituito da Danilo Rinaldi. In totale conta 34 presenze con la nazionale sammarinese.

## Statistiche

### Presenze e reti nei club
Statistiche aggiornate al 28 gennaio 2024.
| Stagione          | Squadra           | Campionato        | Campionato | Campionato | Coppe nazionali | Coppe nazionali | Coppe nazionali | Coppe continentali | Coppe continentali | Coppe continentali | Altre coppe | Altre coppe | Altre coppe | Totale | Totale |
| Stagione          | Squadra           | Comp              | Pres       | Reti       | Comp            | Pres            | Reti            | Comp               | Pres               | Reti               | Comp        | Pres        | Reti        | Pres   | Reti   |
| ----------------- | ----------------- | ----------------- | ---------- | ---------- | --------------- | --------------- | --------------- | ------------------ | ------------------ | ------------------ | ----------- | ----------- | ----------- | ------ | ------ |
| 2015-2016         | Pianese           | D                 | 24         | 0          | CI-D            | 1               | 0               | -                  | -                  | -                  | -           | -           | -           | 25     | 0      |
| 2016-2017         | Pianese           | D                 | 23         | 1          | CI-D            | 1               | 0               | -                  | -                  | -                  | -           | -           | -           | 24     | 1      |
| Totale Pianese    | Totale Pianese    | Totale Pianese    | 47         | 1          |                 | 2               | 0               |                    | -                  | -                  |             | -           | -           | 49     | 1      |
| 2017-2018         | Rimini            | D                 | 10         | 0          | CI-D            | 4               | 0               | -                  | -                  | -                  | PS          | 0           | 0           | 14     | 0      |
| 2017-2018         | La Fiorita        | CS                | 3          | 0          | CT              | 4               | 0               | UCL                | -                  | -                  | SM          | -           | -           | 7      | 0      |
| ago. 2018         | La Fiorita        | CS                | 0          | 0          | CT              | 0               | 0               | UCL+UEL            | 0+1                | 0                  | SM          | 0           | 0           | 1      | 0      |
| Totale La Fiorita | Totale La Fiorita | Totale La Fiorita | 3          | 0          |                 | 4               | 0               |                    | 1                  | 0                  |             | 0           | 0           | 8      | 0      |
| ago. 2018-2019    | San Marino        | D                 | 9          | 0          | CI-D            | 1               | 0               | -                  | -                  | -                  | -           | -           | -           | 10     | 0      |
| 2019-2020         | Tre Fiori         | CS                | 13         | 2          | CT              | 1               | 0               | UEL                | 2                  | 0                  | SM          | 1           | 0           | 17     | 2      |
| 2020-2021         | Tre Fiori         | CS                | 13+1       | 0          | CT              | 5               | 0               | UCL+UEL            | 1+0                | 0                  | -           | -           | -           | 20     | 0      |
| 2021-2022         | Tre Fiori         | CS                | 22+5       | 1          | CT              | 6               | 1               | -                  | -                  | -                  | -           | -           | -           | 33     | 2      |
| Totale Tre Fiori  | Totale Tre Fiori  | Totale Tre Fiori  | 54         | 3          |                 | 12              | 1               |                    | 3                  | 0                  |             | 1           | 0           | 70     | 4      |
| 2022-2023         | Cosmos            | CS                | 27+4       | 0+1        | CT              | 2               | 0               | -                  | -                  | -                  | -           | -           | -           | 33     | 1      |
| 2023-2024         | Cosmos            | CS                | 17         | 0          | CT              | 2               | 0               | UECL               | 2                  | 0                  | -           | -           | -           | 21     | 0      |
| Totale Cosmos     | Totale Cosmos     | Totale Cosmos     | 48         | 1          |                 | 4               | 0               |                    | 2                  | 0                  |             | -           | -           | 54     | 1      |
| Totale carriera   | Totale carriera   | Totale carriera   | 171        | 5          |                 | 27              | 1               |                    | 6                  | 0                  |             | 1           | 0           | 205    | 6      |

### Cronologia presenze e reti in nazionale
| Cronologia completa delle presenze e delle reti in nazionale ― San Marino | Cronologia completa delle presenze e delle reti in nazionale ― San Marino | Cronologia completa delle presenze e delle reti in nazionale ― San Marino | Cronologia completa delle presenze e delle reti in nazionale ― San Marino | Cronologia completa delle presenze e delle reti in nazionale ― San Marino | Cronologia completa delle presenze e delle reti in nazionale ― San Marino | Cronologia completa delle presenze e delle reti in nazionale ― San Marino | Cronologia completa delle presenze e delle reti in nazionale ― San Marino |
| Data                                                                      | Città                                                                     | In casa                                                                   | Risultato                                                                 | Ospiti                                                                    | Competizione                                                              | Reti                                                                      | Note                                                                      |
| ------------------------------------------------------------------------- | ------------------------------------------------------------------------- | ------------------------------------------------------------------------- | ------------------------------------------------------------------------- | ------------------------------------------------------------------------- | ------------------------------------------------------------------------- | ------------------------------------------------------------------------- | ------------------------------------------------------------------------- |
| 22-2-2017                                                                 | Serravalle                                                                | San Marino                                                                | 0 – 2                                                                     | Andorra                                                                   | Amichevole                                                                | -                                                                         | 72’                                                                       |
| 9-9-2019                                                                  | Serravalle                                                                | San Marino                                                                | 0 – 4                                                                     | Cipro                                                                     | Qual. Euro 2020                                                           | -                                                                         |                                                                           |
| 13-10-2019                                                                | Glasgow                                                                   | Scozia                                                                    | 6 – 0                                                                     | San Marino                                                                | Qual. Euro 2020                                                           | -                                                                         | 46’                                                                       |
| 19-11-2019                                                                | Serravalle                                                                | San Marino                                                                | 0 – 5                                                                     | Russia                                                                    | Qual. Euro 2020                                                           | -                                                                         | 64’                                                                       |
| 5-9-2020                                                                  | Gibilterra                                                                | Gibilterra                                                                | 1 – 0                                                                     | San Marino                                                                | UEFA Nations League 2020-2021 - 1º turno                                  | -                                                                         | 46’                                                                       |
| 7-10-2020                                                                 | Lubiana                                                                   | Slovenia                                                                  | 4 – 0                                                                     | San Marino                                                                | Amichevole                                                                | -                                                                         | 77’                                                                       |
| 11-11-2020                                                                | Serravalle                                                                | San Marino                                                                | 0 – 3                                                                     | Lettonia                                                                  | Amichevole                                                                | -                                                                         |                                                                           |
| 25-3-2021                                                                 | Londra                                                                    | Inghilterra                                                               | 5 – 0                                                                     | San Marino                                                                | Qual. Mondiali 2022                                                       | -                                                                         | 79’                                                                       |
| 31-3-2021                                                                 | Serravalle                                                                | San Marino                                                                | 0 – 2                                                                     | Albania                                                                   | Qual. Mondiali 2022                                                       | -                                                                         | 80’                                                                       |
| 28-5-2021                                                                 | Cagliari                                                                  | Italia                                                                    | 7 – 0                                                                     | San Marino                                                                | Amichevole                                                                | -                                                                         | 73’                                                                       |
| 1-6-2021                                                                  | Pristina                                                                  | Kosovo                                                                    | 4 – 1                                                                     | San Marino                                                                | Amichevole                                                                | -                                                                         |                                                                           |
| 5-9-2021                                                                  | Serravalle                                                                | San Marino                                                                | 1 – 7                                                                     | Polonia                                                                   | Qual. Mondiali 2022                                                       | -                                                                         |                                                                           |
| 12-11-2021                                                                | Budapest                                                                  | Ungheria                                                                  | 4 – 0                                                                     | San Marino                                                                | Qual. Mondiali 2022                                                       | -                                                                         | 60’                                                                       |
| 15-11-2021                                                                | Serravalle                                                                | San Marino                                                                | 0 – 10                                                                    | Inghilterra                                                               | Qual. Mondiali 2022                                                       | -                                                                         | 38’ 46’                                                                   |
| 25-3-2022                                                                 | Serravalle                                                                | San Marino                                                                | 1 – 2                                                                     | Lituania                                                                  | Amichevole                                                                | -                                                                         | 61’                                                                       |
| 2-6-2022                                                                  | Tallinn                                                                   | Estonia                                                                   | 2 – 0                                                                     | San Marino                                                                | UEFA Nations League 2022-2023 - 1º turno                                  | -                                                                         | 21’                                                                       |
| 5-6-2022                                                                  | Serravalle                                                                | San Marino                                                                | 0 – 2                                                                     | Malta                                                                     | UEFA Nations League 2022-2023 - 1º turno                                  | -                                                                         | 68’                                                                       |
| 9-6-2022                                                                  | Serravalle                                                                | San Marino                                                                | 0 – 1                                                                     | Islanda                                                                   | Amichevole                                                                | -                                                                         | 68’ 90+4’                                                                 |
| 12-6-2022                                                                 | Ta' Qali                                                                  | Malta                                                                     | 1 – 0                                                                     | San Marino                                                                | UEFA Nations League 2022-2023 - 1º turno                                  | -                                                                         | 79’                                                                       |
| 21-9-2022                                                                 | Serravalle                                                                | San Marino                                                                | 0 – 0                                                                     | Seychelles                                                                | Amichevole                                                                | -                                                                         |                                                                           |
| 26-9-2022                                                                 | Serravalle                                                                | San Marino                                                                | 0 – 4                                                                     | Estonia                                                                   | UEFA Nations League 2022-2023 - 1º turno                                  | -                                                                         | 46’                                                                       |
| 17-11-2022                                                                | Gros Islet                                                                | Saint Lucia                                                               | 1 – 1                                                                     | San Marino                                                                | Amichevole                                                                | -                                                                         | 69’                                                                       |
| 26-3-2023                                                                 | Lubiana                                                                   | Slovenia                                                                  | 2 – 0                                                                     | San Marino                                                                | Qual. Euro 2024                                                           | -                                                                         | 45’                                                                       |
| 19-6-2023                                                                 | Helsinki                                                                  | Finlandia                                                                 | 6 – 0                                                                     | San Marino                                                                | Qual. Euro 2024                                                           | -                                                                         |                                                                           |
| 7-9-2023                                                                  | Copenaghen                                                                | Danimarca                                                                 | 4 – 0                                                                     | San Marino                                                                | Qual. Euro 2024                                                           | -                                                                         | 66’                                                                       |
| 10-9-2023                                                                 | Serravalle                                                                | San Marino                                                                | 0 – 4                                                                     | Slovenia                                                                  | Qual. Euro 2024                                                           | -                                                                         |                                                                           |
| 14-10-2023                                                                | Belfast                                                                   | Irlanda del Nord                                                          | 3 – 0                                                                     | San Marino                                                                | Qual. Euro 2024                                                           | -                                                                         | 46’                                                                       |
| 17-10-2023                                                                | Serravalle                                                                | San Marino                                                                | 1 – 2                                                                     | Danimarca                                                                 | Qual. Euro 2024                                                           | -                                                                         | 55’                                                                       |
| 20-11-2023                                                                | Serravalle                                                                | San Marino                                                                | 1 – 2                                                                     | Finlandia                                                                 | Qual. Euro 2024                                                           | -                                                                         |                                                                           |
| 20-3-2024                                                                 | Serravalle                                                                | San Marino                                                                | 1 – 3                                                                     | Saint Kitts e Nevis                                                       | Amichevole                                                                | -                                                                         |                                                                           |
| 24-3-2024                                                                 | Serravalle                                                                | San Marino                                                                | 0 – 0                                                                     | Saint Kitts e Nevis                                                       | Amichevole                                                                | -                                                                         |                                                                           |
| 5-6-2024                                                                  | Wiener Neustadt                                                           | Slovacchia                                                                | 4 – 0                                                                     | San Marino                                                                | Amichevole                                                                | -                                                                         | 25’                                                                       |
| 11-6-2024                                                                 | Serravalle                                                                | San Marino                                                                | 1 – 4                                                                     | Cipro                                                                     | Amichevole                                                                | -                                                                         |                                                                           |
| 10-9-2024                                                                 | Chișinău                                                                  | Moldavia                                                                  | 1 – 0                                                                     | San Marino                                                                | Amichevole                                                                | -                                                                         | 80’                                                                       |
| Totale                                                                    |                                                                           | Presenze                                                                  | 34                                                                        |                                                                           | Reti                                                                      | 0                                                                         |                                                                           |

## Palmarès

### Club

#### Competizioni nazionali
- Serie D: 1

Rimini: 2017-2018 (Girone D)
- Campionato sammarinese: 1

La Fiorita: 2017-2018
- Coppa Titano: 2

La Fiorita: 2017-2018
Tre Fiori: 2021-2022
- Supercoppa di San Marino: 1

Tre Fiori: 2019